# William Graham Sumner
William Graham Sumner (Paterson, 30 ottobre 1840 – Englewood, 12 aprile 1910) è stato un sociologo statunitense.

## Biografia
Figlio di Sarah Graham e Thomas Sumner, quest'ultimo era un sostenitore del liberalismo e della temperanza, trasmettendo ai figli i valori di sobrietà, autonomia e responsabilità personale.
Diplomatosi a Hartford, si iscrisse all'Università di Yale, dove si laureò nel 1863.
Sacerdote della Chiesa episcopale dal 1869 al 1872, a partire da quell'anno fu professore di scienze politiche e sociali a Yale. Tra il 1873 e il 1876 fu consigliere comunale a New Haven e tra il 1908 e il 1909 fu presidente dell'associazione statunitense di sociologia, ritirandosi dalla vita accademica alla fine di quell'anno.

## Pensiero
Iniziatore dell'indirizzo di ricerca empirica e induttiva sul comportamento umano, la sua impostazione epistemologica lo condusse a evidenziare la natura evolutiva dei costumi e a rifiutare il concetto di ingegneria sociale.
Antimperialista e ardente liberale, si oppose con forza al socialismo e allo statalismo e, ammirando le idee di Herbert Spencer, si fece sostenitore dello spencerismo.

## Opere
- William Graham Sumner, What social classes owe to each other, New York, Harper & Brothers, 1883.
- William Graham Sumner, Folkways, Cambridge, Ginn and Company, 1906.
  -  Costumi di gruppo, Milano, Edizioni di comunità, 1962.
- William Graham Sumner, War and Other Essays, New Haven, Yale University Press, 1911.
- William Graham Sumner e Albert Galloway Keller, The science of society, New Haven, Yale University Press, 1927.